# Reprográfia

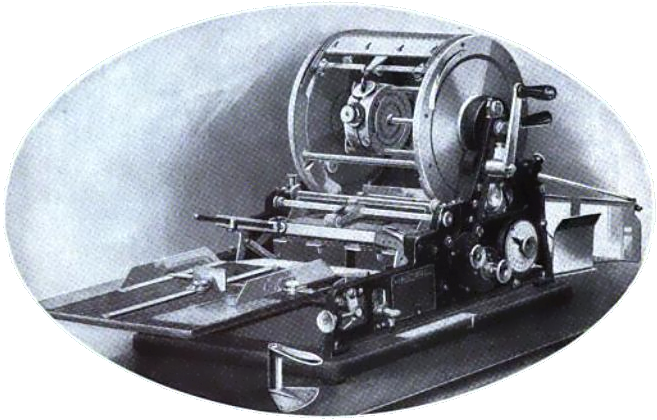
Stencilgép 1918-ból

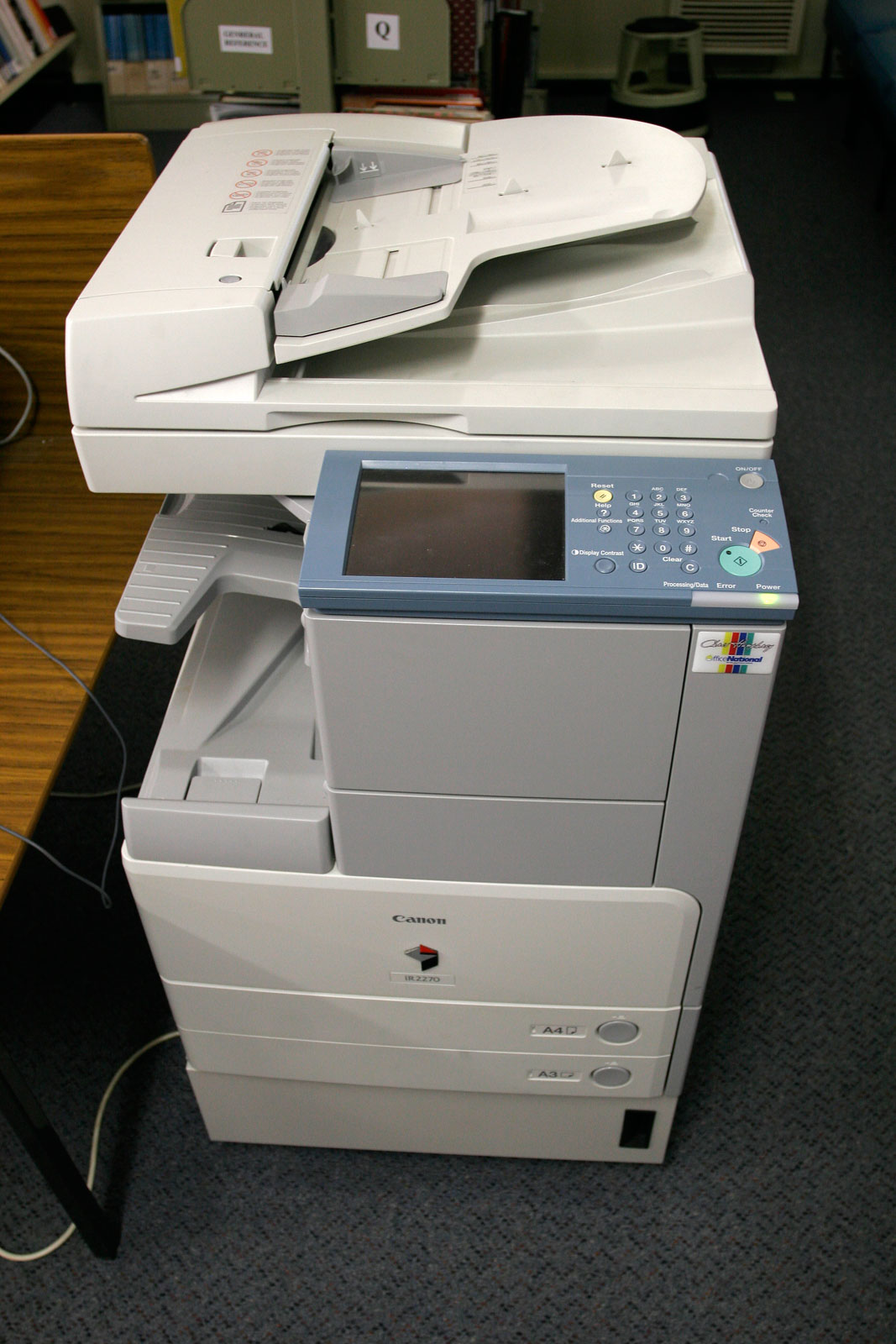
Nyomtató és fénymásoló egyben (Canon)

A reprográfia azoknak az eljárásoknak a gyűjtőneve, amelyek során valamely dokumentumról pontos, hű másolatot készítenek. A reprográfia segítheti valamely intézmény (például könyvtár, iroda) működését, de önálló szolgáltatásként is nyújtható.

## A reprográfia fejlődése
A reprográfia fejlődése összefügg a másolatkészítés műszaki fejlődésével a 20. század közepétől.

## Stencil
A legkorábbi eljárás a stencil készítése (stencilezés) volt, ezzel az eljárással gyenge minőségű másolatok készültek, kézi erővel (például étlapok, szamizdatok).
Az eljárás menete nagyjából: a sokszorosítandó szöveget egy viasszal bevont papírlapra gépelték, az ábrákat speciális tollal rajzolták meg, ha kellett, stencillakkal javították, majd a javítandó karakter(eke)t újraírták. Másoláskor laponként a stencilgép dobjára feszítették, és erről készültek a másolatok rotációs technológiával, úgy, hogy a stencillapot, annak kívülre kerülő hátlapját nyomtatás előtt egy festékhenger fordulatonként megkente. Egy eredetiről legfeljebb kétszázötven másolatot lehetett készíteni. A másolás sebessége 5-20 oldal/perc volt.

## Alumíniumlemezes sokszorosítás
A stencilhez teljesen hasonló módon történt, azzal a különbséggel, hogy viaszos papírlap helyett vékony alumíniumlemezt használtak, amivel több ezer példányban lehetett nyomtatni.

## Mikrofilmezés
A képméret radikális csökkentésével mikrofilmek, illetve mikrofilmcsíkok (microfiche) készültek, amelyekhez külön olvasókészülékeket fejlesztettek ki, illetve használtak. A mikrofilmezésnek főleg az archiválásban volt szerepe.

## Fénymásolás
A fénymásolás segítségével bárki, szakképzettség nélkül is készíthet másolatokat. Korábban fototechnikai eljárással (en:blueprint) készítettek akár A0 méretű tervrajzmásolatokat. 1975 körül megjelent a gyorsmásoló technika (en:whiteprint, fajtanévvé vált védjegyként: a xerox).

### Gyorsmásoló
Az eredeti dokumentum képét egy elektrosztatikusan feltöltött félvezetőréteggel bevont hengerre, vagy szalagra vetítik. Ahol a réteget elegendő fény éri, elveszti a töltöttségét. A finom porként adagolt festék az elektrosztatikusan feltöltött részekhez tapad, amit a továbbfordulás során a másolópapírra továbbít.
A papírra került festékport magas hőmérsékleten „beleégetik” a papírba.
A korszerű gyorsmásolók egybeépített szkenner-nyomtató berendezések. Működésük olyan, mintha (például) PC-n beszkennelnénk, majd kinyomtatnánk a dokumentumokat. Előnyeihez tartozik, hogy egyszerűbb (például tintasugaras) vagy lézeres nyomtatómechanikával is működik.

## Szkennelés
A szkenner elektronikus jelekké alakítja a dokumentumok képét, így számítógéppel kezelhetővé, olvashatóvá válik a dokumentum.